# Slovenia International 2012
Die Slovenia International 2012 im Badminton fanden vom 10. bis zum 13. Mai 2012 in Medvode in der Sport Hall Medvode in der Ostrovrharjeva 4 statt.

## Sieger und Platzierte
| Disziplin    | Gold                                 | Silber                           | Bronze                          |
| ------------ | ------------------------------------ | -------------------------------- | ------------------------------- |
| Herreneinzel | Andrew Smith                         | Mohit Kamat                      | Mathias Mundbjerg               |
| Herreneinzel | Andrew Smith                         | Mohit Kamat                      | Luka Wraber                     |
| Dameneinzel  | Nicole Schaller                      | Carola Bott                      | Simone Prutsch                  |
| Dameneinzel  | Nicole Schaller                      | Carola Bott                      | Maja Tvrdy                      |
| Herrendoppel | Zvonimir Đurkinjak Zvonimir Hölbling | Andreas Heinz Jones Ralfy Jansen | Manuel Heumann Tobias Wadenka   |
| Herrendoppel | Zvonimir Đurkinjak Zvonimir Hölbling | Andreas Heinz Jones Ralfy Jansen | Florian Schmid Gilles Tripet    |
| Damendoppel  | Isabel Herttrich Inken Wienefeld     | Sarah Thomas Carissa Turner      | Lene Clausen Špela Silvester    |
| Damendoppel  | Isabel Herttrich Inken Wienefeld     | Sarah Thomas Carissa Turner      | Carola Bott Staša Poznanović    |
| Mixed        | Zvonimir Đurkinjak Staša Poznanović  | Hannes Käsbauer Kira Kattenbeck  | Tobias Wadenka Isabel Herttrich |
| Mixed        | Zvonimir Đurkinjak Staša Poznanović  | Hannes Käsbauer Kira Kattenbeck  | Jakub Bitman Alžběta Bášová     |